# Carnevalino di Pescia

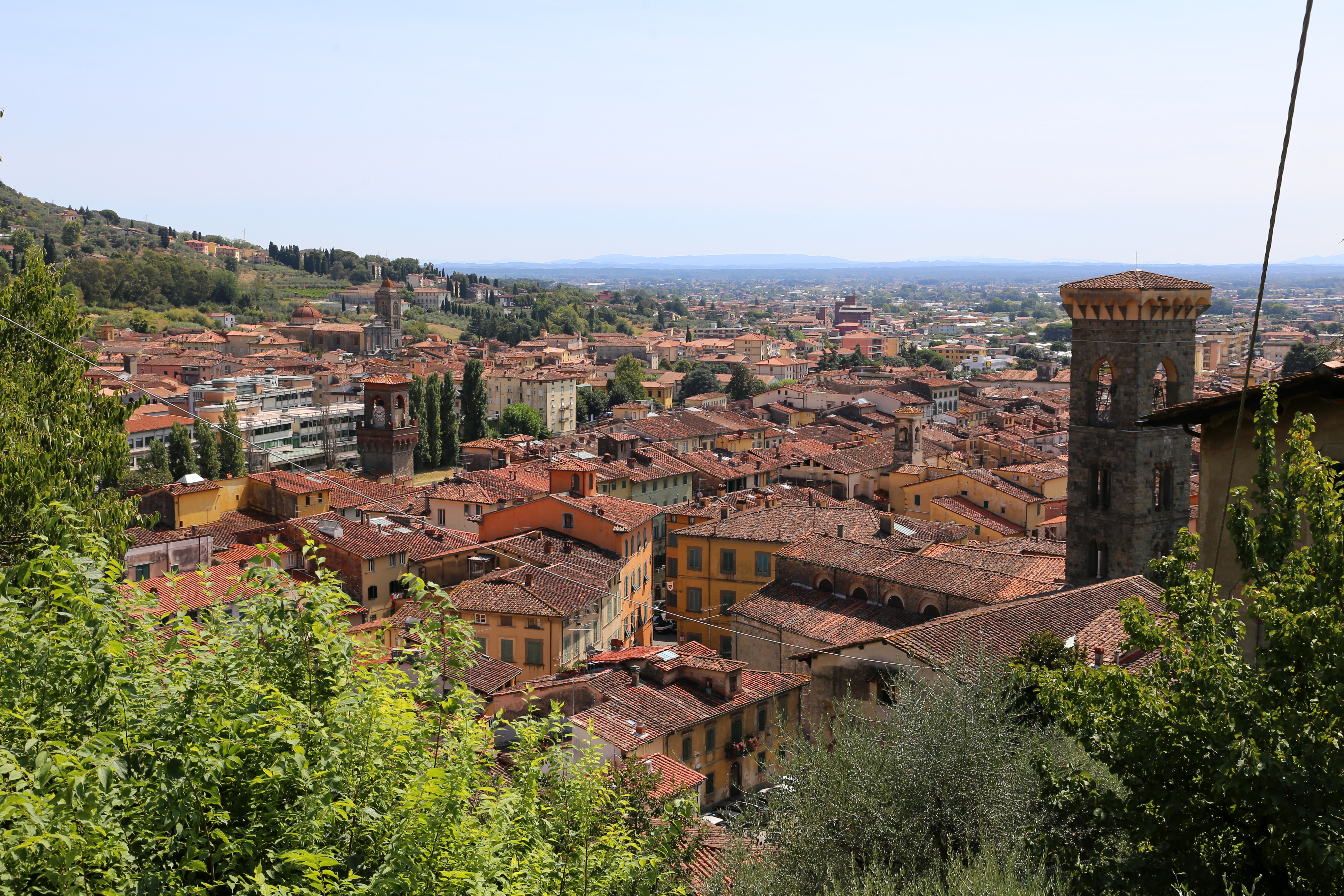
Veduta di Pescia

Il Carnevalino è la tradizione diffusa nel comune di Pescia di festeggiare Santa Dorotea, la santa patrona locale, nel giorno di Mercoledì delle Ceneri, primo giorno di Quaresima, prolungando di un giorno i festeggiamenti di carnevale ogni anno.
Si tratta di una tradizione singolare in quanto, in tutta la Chiesa cattolica, per le Ceneri vige il precetto di digiuno e astinenza. Tradizionalmente, tale aspetto veniva parzialmente salvaguardato rispettando l'astinenza dalla carne, consumando cibo a base di pesce e verdure. Era usanza fare una gita al mare, a Viareggio, dove consumare tali pietanze.  
Altro aspetto peculiare è che, la commemorazione liturgica di Santa Dorotea è il 6 febbraio, mentre la data del Mercoledì delle ceneri è mobile. Mentre la ricorrenza religiosa rimane nella sua data fissa originaria, la festa civile del santo patrono cittadino, con la relativa chiusura di scuole e attività lavorative, è stata invece agganciata al Mercoledì delle ceneri.

## Storia
Dal XVIII secolo, in un contesto sociale anticlericale, cominciò la tradizione del carnevalino, con l'allestimento di banchetti pubblici, probabilmente a scopo dissacratorio. 
Nel periodo compreso tra le due guerre mondiali, vista l'abitudine della popolazione di abbandonarsi a festeggiamenti e veglioni il Martedì grasso, i proprietari delle fabbriche della Valdinevole, decisero di assecondare l'usanza del Carnevalino concedendo un giorno festivo ai propri lavoratori, anche per evitare infortuni sul lavoro. Questa giornata lavorativa era poi recuperata nell'anno, in quanto la festa per il santo patrono era considerata già fatta. 

## Tradizioni

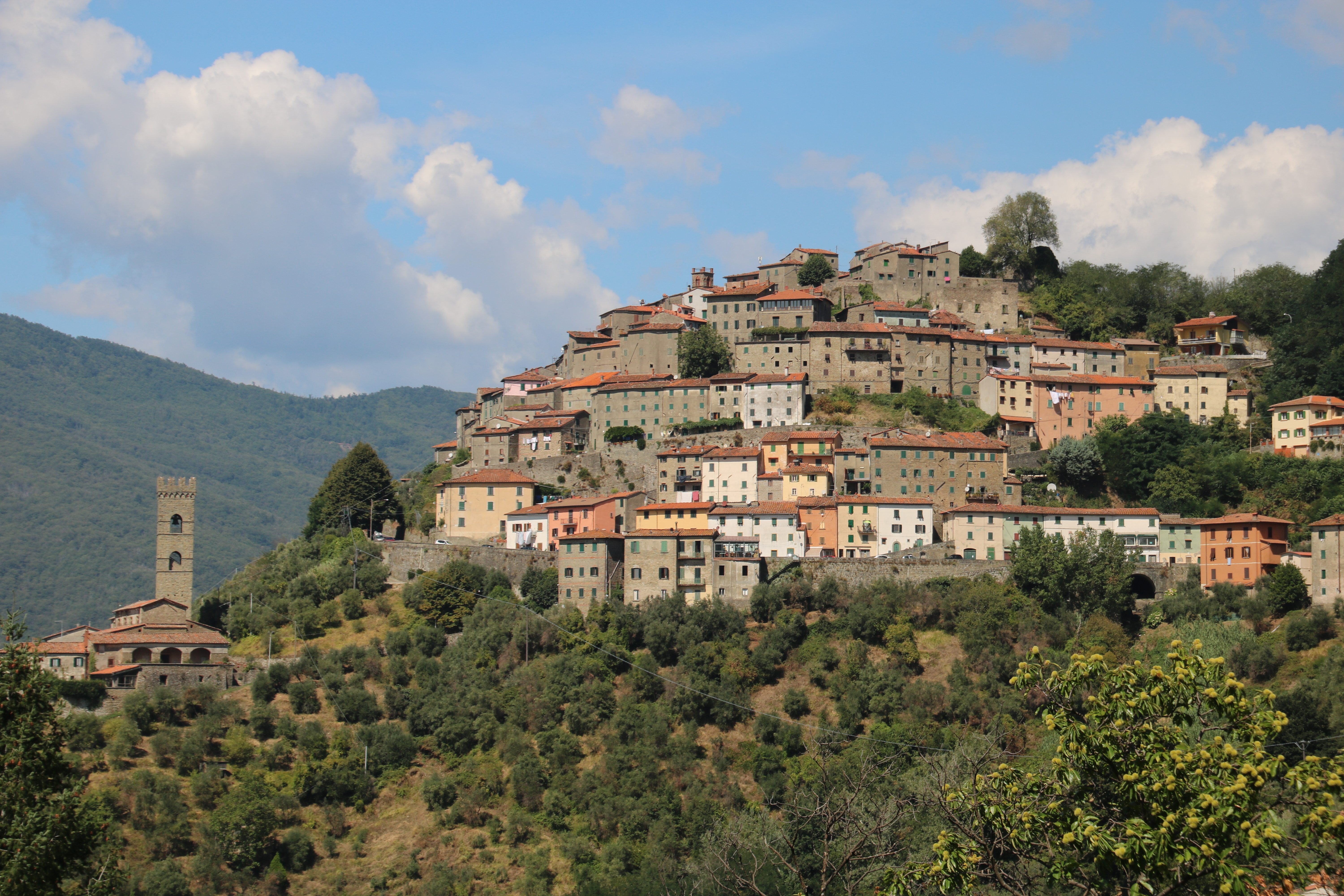
Veduta di Vellano

Oltre alla già citata gita a Viareggio, un'altra tradizione era quella di passare la giornata sulle colline della Valleriana, in particolare a Vellano. 
Infatti i pesciatini, dopo aver portato a spasso il fantoccio Beo, erano soliti partecipare ai veglioni del Martedì grasso nei paesi, fermandosi a dormire lì. Il giorno seguente, nel pomeriggio, prima di rientrare a Pescia si concedevano la cena de' po'eri (cena dei poveri), priva di carne.